# Атаман, Адам Иванович
Ада́м Ива́нович Атама́н (4 октября 1920 — 9 октября 1991) — советский офицер, участник Великой Отечественной войны, командир взвода 795-го стрелкового полка 228-й стрелковой дивизии 53-й армии 2-го Украинского фронта, лейтенант.
Герой Советского Союза (24.03.1945), капитан запаса с 1957 года.

## Биография
Родился 4 октября 1920 года в селе Видава Волочисского района Каменец-Подольской губернии (ныне Хмельницкой области) в семье крестьянина. Украинец. Окончил 5 классов сельской школы. Работал в колхозе имени М. И. Калинина.
В Красной армии с 7 ноября 1940 года. Был курсантом Ленинградского военно-инженерного училища, а с августа 1941 года — курсантом полковой школы 309-го учебного стрелкового полка в городе Арзамасе.
В боях Великой Отечественной войны с января 1942 года. В 1942 году окончил курсы младших лейтенантов. Был красноармейцем, командиром стрелковой роты и взвода. Воевал на Калининском, Волховском, Юго-Западном, 4-м, 3-м, и 2-м Украинских фронтах. В боях шесть раз ранен.
Участвовал:
- в Великолукской операции, в том числе в освобождении городов Андреаполь, Торопец, в боях по прорыву блокады Ленинграда в районе города Любань — в 1942 году;
- в боях по освобождению Донбасса, в том числе в форсировании реки Северский Донец, в освобождении городов Артёмовск, Горловка, в боях против Никопольского плацдарма — в 1943;
- в Одесской операции, в форсировании реки Днестр с завоеванием плацдарма, в Ясско-Кишинёвской операции, освобождении Румынии и Венгрии, в форсировании реки Тиса с завоеванием плацдарма — в 1944.

Командир взвода 795-го стрелкового полка лейтенант Атаман отличился 9 октября 1944 года. Его взвод в составе роты переправился на правый берег реки Тиса. Захватив понтоны и уничтожив батарею 75-миллиметровых пушек противника, рота способствовала форсированию реки полком. 11 октября 1944 года в бою при удержании плацдарма был ранен.
Указом Президиума Верховного Совета СССР от 24 марта 1945 года за образцовое выполнение боевых заданий командования на фронте борьбы с немецко-фашистскими захватчиками и проявленные при этом мужество и героизм лейтенанту Атаману Адаму Ивановичу присвоено звание Героя Советского Союза с вручением ордена Ленина и медали «Золотая Звезда» (№ 8610).
После войны продолжал службу в армии на должностях командира стрелковой роты 90-го отдельного батальона по сопровождению воинских грузов в городе Баку, затем отдельного батальона 29-й стрелковой дивизии в городе Саратове, а также инструктора всеобуча Кинельского райвоенкомата Куйбышевской области. Член ВКП(б) с 1949 года. В 1947 году окончил Курсы усовершенствования офицеров пехоты в городе Ульяновске, в 1955 году — Окружные курсы усовершенствования офицерского состава Уральского военного округа (ОКУОС УрВО). С 1953 года служил командиром роты в 21-й отдельной стрелковой бригаде, с 1955 года — начальником колонны 1077-го военно-строительного отряда Приволжского военного округа (ПриВО).
С 1957 года капитан А. И. Атаман — в запасе. Жил в городе Красноярске, работал мастером цеха завода радиотехнической аппаратуры. После выхода на пенсию переехал на Украину. Жил в городе Виннице. Умер 9 октября 1991 года. Похоронен на Центральном кладбище в Виннице.

## Награды
- Медаль «Золотая Звезда» Героя Советского Союза (№ 8610)
- Орден Ленина
- Орден Отечественной войны I степени
- Медали, в том числе:
  - Медаль «За боевые заслуги»
  - Медаль «За оборону Ленинграда»
  - Медаль «За победу над Германией в Великой Отечественной войне 1941—1945 гг.»
  - Юбилейная медаль «Двадцать лет Победы в Великой Отечественной войне 1941—1945 гг.»
  - Юбилейная медаль «Тридцать лет Победы в Великой Отечественной войне 1941—1945 гг.»
  - Юбилейная медаль «Сорок лет Победы в Великой Отечественной войне 1941—1945 гг.»
  - Юбилейная медаль «30 лет Советской Армии и Флота»